# Cantó d'Arleux

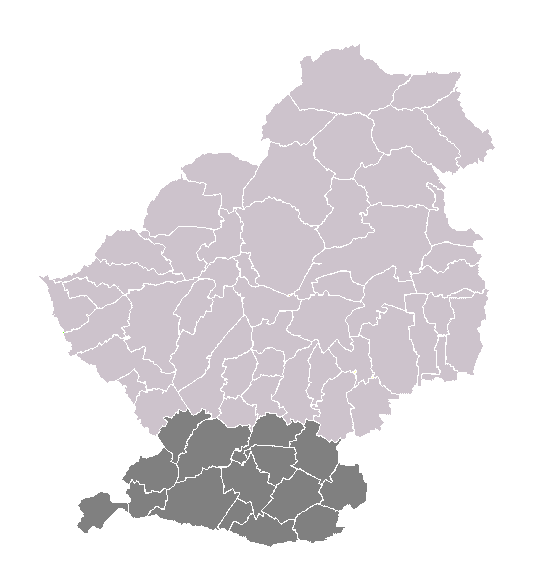
Cantó d'Arleux al districte

El cantó d'Arleux és una divisió administrativa francesa, situada al departament del Nord i la regió dels Alts de França.

## Composició
El cantó d'Arleux aplega les comunes següents :
- Arleux
- Aubigny-au-Bac
- Brunémont
- Bugnicourt
- Cantin
- Erchin
- Estrées
- Féchain
- Fressain
- Gœulzin
- Hamel
- Lécluse
- Marcq-en-Ostrevent
- Monchecourt
- Villers-au-Tertre

## Història
| Date d'elecció                        | Identitat         | Partit |
| ------------------------------------- | ----------------- | ------ |
| 1998-                                 | Charles Beauchamp | PCF    |
| Les dades anteriors no són conegudes. |                   |        |
|                                       |                   |        |

## Demografia
| 1962 | 1968   | 1975   | 1982   | 1990   | 1999   | 2006   |
| ---- | ------ | ------ | ------ | ------ | ------ | ------ |
| -    | 15.319 | 15.328 | 16.818 | 18.025 | 18.345 | 18.094 |